# تمرد بوندلسفارتس

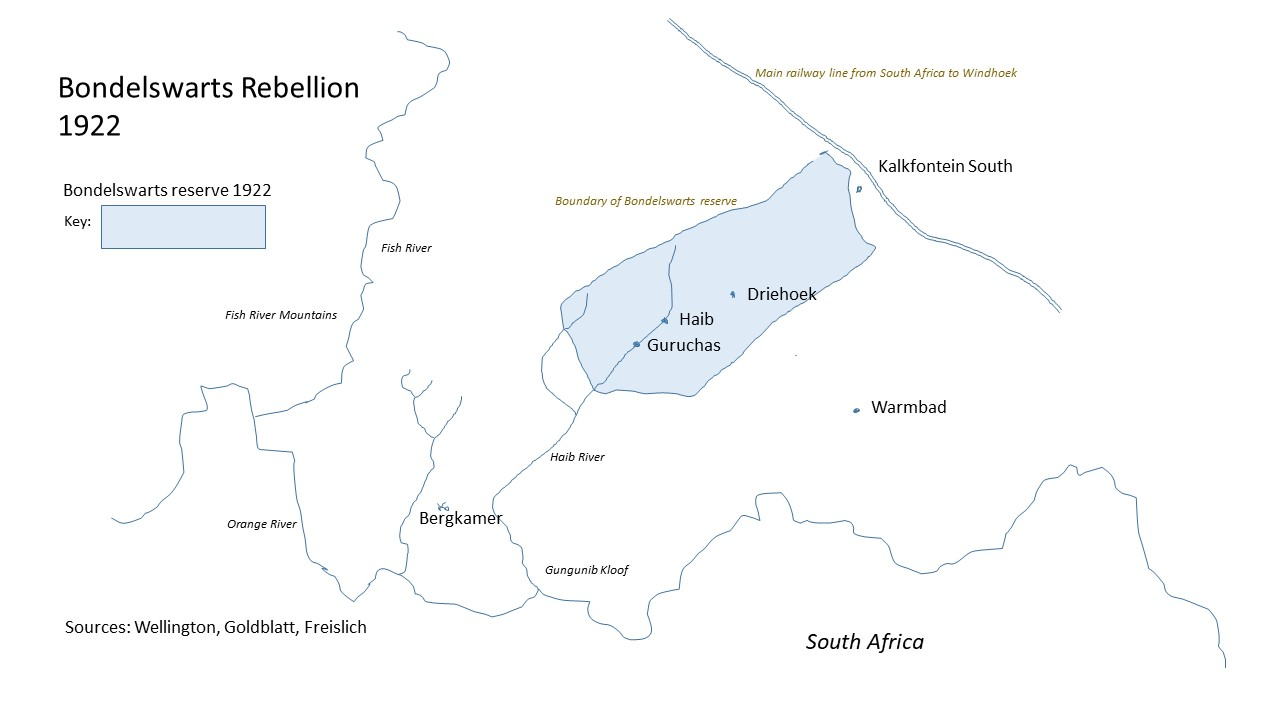
الأماكن الرئيسية لتمرد بوندلسفارتس 1922

كان تمرد بوندلسفارتس في عام 1922 (يعرف أيضًا بانتفاضة بوندلسفارتس أو قضية بوندلسفارتس) حادثًا عنيفًا مثيرًا للجدل في عصبة أمم انتداب جنوب أفريقيا في جنوب غرب إفريقيا، ناميبيا اليوم.
في عام 1917، كانت إدارة الانتداب في جنوب أفريقيا قد فرضت ضرائب على الكلاب، وعادت وزادتها في عام 1921. رفضت الضريبة من قبل جماعة بوندلسفارتس، التي كانت جماعة إثنية من الخويخوثيون عارضت سياسات عديدة تبنتها الإدارة الجديدة. وكانت أيضًا توفر الحماية لخمسة رجال صدرت بحقهم مذكرات اعتقال. 
ليس هناك إجماع حول تفاصيل الخلاف، إلا أنه وفقًا للمؤرخ نيتا كروفورد، فإن «معظمهم يتفقون على أن جماعة بوندلسفارتس تحضرت في شهر مايو من عام 1922 للقتال، والدفاع عن نفسها على الأقل، واختارت إدارة الانتداب سحق ما وصفته تمرد 500 أو 600 شخص، قيل إن 200 منهم كانوا يحملون السلاح (على الرغم من أن الأسلحة التي صودرت بعد سحق جماعة بوندلسفارتس لم تكن تزيد عن 40 قطعة سلاح)».
جهز جيسبيرت رايتز هوفمير، مدير الانتداب في جنوب غرب أفريقيا، 400 جندي، وأرسل طائرة لقصف جماعة بوندلسفارتس. اشتملت حصيلة الضحايا على 100 قتيل من طرف بوندلسفارتس، من بينهم عدد من النساء والأطفال. وجرح أو أسر 468 رجلًا إضافيًا.
تلطخت سمعة جنوب أفريقيا دوليًا. يصف روث فيرست، ناشط وباحث مقاوم لجدار الفصل العنصري، إطلاق النار على جماعة بوندلسفارتس بأنه «مذبحة شاربفيل العشرينيات من القرن العشرين». وكانت إحدى أوائل الانتفاضات التي يجري التحري عنها من قبل لجنة الانتدابات الدائمة في ظل نظام الانتداب الجديد لعصبة الأمم الذي طرح بعد الحرب العالمية الأولى. وأفضى تطبيق المبادئ التي طرحتها البنود الإلزامية في عصبة الأمم للجنة الانتدابات الدائمة المستقلة إلى تعميق التحري الدولي لأخلاق الكولونيالية والأعمال المرتكبة ضد الشعوب الخاضعة.

## الجذور العميقة لتمرد 1922

### الاحتكاك الأول بالمستوطنين الأوروبيين
عاشت جماعة بوندلسفارتس (اليوم غامينون، عشيرة من شعب ناما) في البداية في أرض شمالي وجنوبي نهر أورانج، إلا أنه مع توسيع الإدارة الهولندية في مستعمرة كيب سيادتها انتقلت جماعة بوندلسفارتس إلى الأراضي الواقعة شمالي نهر الأورانج لتجنب الاحتكاك بحكومة مستعمرة كيب. أتى التجار الأوروبيون إلى ناميبيا في مطلع القرن التاسع عشر إلا أن أعدادهم كانت قليلة وكانت أنشطتهم قليلة نسبيًا، ولو أنها سهلت بالفعل الحصول على البنادق الأوروبية وبعض البضائع المصنعة في أوروبا. 
في مطلع العشرينيات من القرن التاسع عشر، أي خلال فترة أول احتكاك بالمبشرين، سكنت جماعة بوندلسفارتس الأراضي الممتدة على 200 ميل شمالي نهر الأورانج في ناميبيا يومنا هذا. كانت جماعة بوندلسفارتس راغبة بالتعرف على المسيحية، وفي عام 1827 زار أبراهام كريستيان، قائد جماعة بوندلسفارتس، لوليفونتين، مقر المجتمع التبشيري في ويسليان في ليتل ناماكوالاند في جنوب أفريقيا، وطلب أن يرسل إليه مبشر. إلا أن مبشر ويسليان الموقر إدوارد كوك لم يصل مع زوجته قبل العام 1834 ليؤسس تبشيرية في وورمباد ضمن أراضي جماعة بوندلسفارتس. وفي غضون 9 سنوات أبلغ الموقر إدوارد كوك عن وجود تجمع مسيحي يزيد تعداده عن 1000 معتنق من جماعة بوندلسفارتس. إلا أن غولدبلات علق أنه في حين كان كوك الموقر يجتهد لكي يثير لدى جماعة بوندلسفارتس اهتمامًا بالمسيحية، وكان بوسعه أيضًا التبليغ عن معموديات وحضور القداس، ففي الحقيقة لم يترك ذلك سوى أثرًا ضئيلًا على جماعة بوندلسفارتس، ولم يخلف أي أثر لدى قائدهم أبراهام كريستيان.
في البداية، كان الاحتكاك بحكومة كيب قليلًا نسبيًا. وفي عام 1830، تلقى أبراهام كريستيان، بصفته قائدًا لجماعة بوندلسفارتس، إعانة مالية من حكومة كيب مقابل عدم انخراطه في النزاعات بين القبائل في الشمال وتوليه قمع التمردات والتعاون مع حكومة كيب بشكل عام في الحفاظ على السلم والنظام على امتداد نهر الأورانج. جددت هذه الاتفاقية في عام 1870 من قبل حفيد أبراهام كريستيان، فيليم كريستيان، القائد الجديد لجماعة بوندلسفارتس، على الرغم من أن المعونة خفضت إلى حد بعيد، واقتصرت على 50 باوند سنويًا.
بحلول أواسط القرن التاسع عشر كان عدد التجار قد تزايد وامتدت شبكتهم حتى الشمال في إتوشا.

### فقدان أراضي
في الربع الثالث من القرن التاسع عشر توسعت المنطقة التي كانت جماعة بوندلسفارتس تقطنها من نهر أورانج إلى ما بعد جبال كاراس العظيمة وغربًا باتجاه نهر فيش، وهي منطقة كانت مساحتها تبلغ 40 ألف كيلومتر مربع (4 مليون هكتار). مع اندلاع تمرد جماعة بوندلسفارتس في عام 1922، كان ما يزيد عن 95% من الأراضي قد فقدت، بعضها من خلال المصادرة، إلا أن بعضها أيضًا قد كان بيع.
في شهر أبريل من عام 1890، كانت ألمانيا قد وقعت معاهدة حماية مع جماعة بوندلسفارتس ورفع العلم الألماني في وورمباد. في شهر يونيو من عام 1890، وقعت بريطانيا وألمانيا معاهدة تتعلق ب «مناطق نفوذها» في أفريقيا تضمنت ترسيم حدود مفصل للمحميات الألمانية في جنوب غرب أفريقيا، ومنذ تلك الآونة اعترفت بريطانيا والمجتمع الدولي بضم الألمان لكامل أراضي جنوب غرب أفريقيا. وبالنسبة لجماعة بوندلسفارتس، أتت واحدة من أكبر خسائرهم بعد ذلك بفترة قصيرة حين «باعت» جماعة بوندلسفارتس وجماعات أخرى من السكان الأصليين 60 ألف كيلومتر مربع من الأراضي لشركة كاراس خوما إكسبلوريشن ىند بروسبيكتينغ ساينديكيت الإنجليزية. خلقت عملية البيع تلك شعورًا قويًا بين جماعة بوندلسفارتس ضد قائدهم، فيليم كريستيان، مع اتضاح تبعات البيع. وفوجئ ثيودور ليوتفاين، المدير الاستعماري الألماني، عند زيارته جماعة بوندلسفارتس في عام 1895 ببنود المعاهدة، ولم يتمكن من تفسير أفعال فيليم سوى بربطها بحقيقة أنه كان تحت تأثير الكحول وقت توقيعها. وصمم ليوتفاين في وقت لاحق على تعويض النتائج المجحفة للمعاهدة، ولو أنه لم يفعل ذلك قط.
تلت خسائر إضافية للأراضي الانتفاضة الأولى ضد الحكم الألماني في عام 1898 حين كانت جماعة بوندلسفارتس ساخطة حين طلب منها ترك علامة مميزة على بنادقها وحيازة رخص سلاح تتماشى مع قانون كان قد أقر حديثًا. عبر ليوتفاين الجنوب على عجلة من ويندهويك في شهر سبتمبر من عام 1898 مع قوة مسلحة لإرغام جماعة بوندلسفارتس على الامتثال. وسافر فيليم كريستيان، الذي كان ما يزال قائدًا للجماعة، إلى كيتمانشوب حيث كان ليوتفاين قد حشد قواته. أجري تحقيق وانتهى بإدانة المحكمة العرفية لفيليم كريستيان وآخرين بخرق معاهدة الحماية. وحكم على أفراد جماعة بوندلسفارتس بأن يدفعوا نفقات حملة ليوتفاين، ونظرًا إلى عدم امتلاكهم للمال فقد توجب عليهم التخلي عن كامل كيتمانشوب وأراضي الرعي الملحقة بها لصالح الحكومة الألمانية.

### تمرد بوندلسفارتس بين عامي 1903 – 1906
في شهر أكتوبر من عام 1903 اندلع تمرد آخر لجماعة بوندلسفارتس. وبشكل يشبه تنبؤًا بتمرد عام 1922، ارتبط تمرد العام 1903 بانتهاك المستوطنين البيض لأراضي جماعة بوندلسفارتس والتدخل العنيف من قبل الشرطة المحلية. 
يرى كروفورد أن أحد العوامل الرئيسية التي ساهمت في اندلاع التمرد كان نشر الألمان قبل فترة قصيرة من التمرد لتشريعات ترغم «1 كل شخص ملون البشر على أن يعتبر الشخص الأبيض متفوقًا عليه، و2 أن شهادة رجل أبيض في المحكمة لا يمكن أن تتفوق عليها سوى شهادات 7 أشخاص ملوني البشرة». 
كان الحدث الذي أطلق شرارة التمرد نزاع وقع بين قائد جماعة بوندلسفارتس والملازم الألماني المحلي حول بيع معزة. فذهب الملازم رفقة ملازمين أو ثلاثة ملازمين آخرين لاعتقال القائد، وقتل كل من القائد والملازم خلال الشجار الذي تلا ذلك. في تلك الآونة كانت جماعة بوندلسفارتس قوة قتال صغيرة وفعالة في الآن نفسه. إذ كانت الجماعة تمتلك بين 400 و500 مقاتل مسلح ببنادق حديثة تحشى من المؤخرة، وكانت تعرف أراضيها بصورة جيدة وقادرة على خوض حرب عصابات شديدة الفعالية. قرر ليوتفاين تركيز جميع قواته المتاحة تقريبًا ضد جماعة بوندلسفارتس وذهب شخصيًا إلى الجنوب للسيطرة على الأوضاع. مع ذهاب ليوتفاين، التقى زعماء وقادة جماعة هيريرو وقرروا أن يغامروا بخوض حرب مفتوحة. وكانوا قوة أكبر بكثير من قوة جماعة بوندلسفارتس، إذ كانت جامعة هيريرو تمتلك بين 7000 و8000 مقاتل، ولو أنهم لم يكونوا جميعًا يمتلكون بنادق.
في شهر يناير من عام 1904، كانت قوات جماعة هيريرو قد قتلت نحو 150 مستوطن وتاجر ألماني، وتوصل ليوتفاين بسرعة إلى هدنة مع جماعة بوندلسفارتس وطالبهم بإلقاء سلاحهم وذخيرتهم. وكتعويض عن نفقات الحملة طلب من جماعة بوندلسفارتس أن تتخلى لمصلحة الإدارة الألمانية عن نسبة إضافية من أراضي قبائلها، الأمر الذي عزز السخط في صفوف جماعة بوندلسفارتس.
أسفرت انتفاضة جماعة هيريرو عن نهاية قيادة ليوتفاين الاستعمارية واستبداله بالجنرال لوثر فون تروثا سيئ السمعة، الذي كان حتى عند تعيينه يمتلك سمعة بأنه يستخدم وسائل متوحشة تمامًا مع المتمردين المحليين، وأنه كان مسؤولًا إلى درجة كبيرة عن التطهير العرقي في ناميبيا بين عامي 1904 و1906. كانت مقاربة فون تروثا غير متسامحة. إذ أخبر ليوتفاين في عام 1904: «أعرف الكثير من القبائل في أفريقيا، وجميعها تمتلك العقلية ذاتها بأنها لا ترضح سوى للقوة. وقد كانت سياستي وما تزال استخدام القوة من خلال ترهيب دون رحمة وحتى الوحشية. سأدمر قبائل المتمردين بسفك أنهار من الدماء والمال». تعارض هذا بصورة حادة مع المقاربة المتروية لزعماء جماعة هيريرو، الذين كانوا قد قرروا في اجتماعهم قبل اندلاع التمرد بأن يقصروا هجومهم على الرجال الألمان ممن بلغوا سن الخدمة العسكرية، وألا يتعرضوا بأذى لأي امرأة أو طفل.